# 幾何学的群論

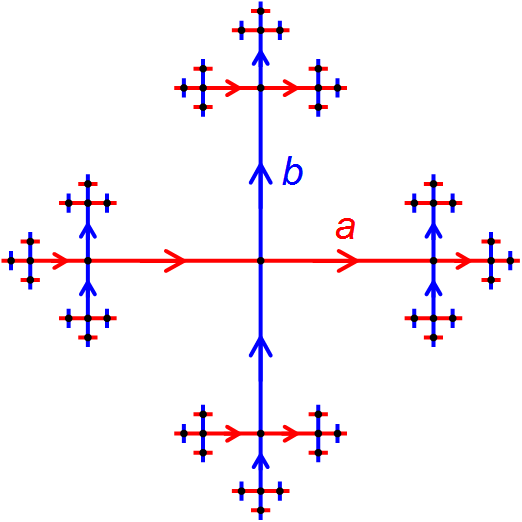
2つの生成元を持つ自由群のケイリーグラフ 。 これは、グロモフ境界がカントール集合である双曲群である。双曲群とその境界は、ケイリーグラフと同様に、幾何学的群論における重要なトピックである。

幾何学的群論（英: Geometric group theory, GGT）は、有限生成群を研究する数学の一分野であり、群の代数的性質と、その群が作用する（つまり、幾何的な対称性、あるいは連続的な変換群として実現される）ような空間のトポロジー的および幾何学的性質との間の関係を調べるものである。
幾何学的群論におけるもう一つの重要な考え方は、有限生成群自体を幾何学的対象として考えることである。これは通常、群のケイリーグラフを調べることによって行われる。これには、グラフ構造に加えて、いわゆる語距離によって与えられる距離空間の構造が備わっている。
幾何学的群論は、分野としては比較的新しいものであり、1980年代後半から1990年代初頭にかけて、明確に識別できる数学の分野となった。 幾何学的群論は、低次元トポロジー、双曲幾何学、代数トポロジー、計算機群論、微分幾何学と密接に相互作用する。計算複雑性理論、数理論理学、リー群とその離散部分群の研究、力学系、確率論、K理論、その他の数学の分野とも密接に関連している。
ピエール・デ・ラ・ハープは彼の著書『Topics in Geometric Group Theory』の冒頭で次のように書いている。
「私の個人的な信念の一つは、対称性と群に魅了されることは、人間の限界への不満に対処する一つの方法であるということです。我々は、対称性を認識することを好みます。対称性は我々が見ることのできることよりも多くを認識させてくれます。この意味で、幾何学的群論の研究は文化の一部であり、ジョルジュ・ド・ラームが数学の指導、 マラルメの朗読、友人への挨拶など、多くの場面で実践したいくつかのことを思い出します。」 :3

## 歴史
幾何学的群論は、群を自由群の商として説明する群の表示の解析を通じて離散群の性質を主に研究した組合せ群論から生まれた。この分野は、1880年代初頭に、フェリックス・クラインの門生のヴァルター・フォン・ダイクによって最初に体系的に研究された が、初期には、1856年のウィリアム・ローワン・ハミルトンによる、en:Icosian calculusとよばれる十二面体の辺グラフを用いた正十二面体群の研究がある。現在、分野としての組合せ群論は、幾何学的群論に大きく含まれている。さらに、「幾何学的群論」という用語には、確率論的、測度論的、数論的、解析的、その他のアプローチを使用して、従来の組合せ群論の外にある離散群の研究がしばしば含まれるようになった。
20世紀の前半には、マックス・デーン、ヤコブ・ニールセン(en:Jakob Nielsen (mathematician))、クルト・ライデマイスター、オットー・シュライアー、J・H・C・ホワイトヘッド、エグバート・ファンカンペンなどの先駆的な研究により、離散群の研究にトポロジー的および幾何学的なアイデアが導入された。幾何学的群論の他の前身には、スモールキャンセル理論とバスセール理論がある。スモールキャンセル理論は、1960年代にマーティン・グリンドリンガーによって導入され 、さらにロジャー・リンドンとポール・シュップによって発展された。 これは、組合せ曲率条件を介して、群の有限表示に対応するファンカンペン図式を研究し、そのような解析から群の代数的およびアルゴリズム的性質を導くものである。 1977年のセールの本 で紹介されたバスセール理論は、単体ツリーに対する群作用を研究することにより、群に関する代数構造の情報を導き出す。幾何学的群論の外的な前身には、リー群の格子の研究、特にモストウの剛性定理、クライン群の研究、1970年代と1980年代初頭に低次元トポロジーと双曲幾何学で達成された進歩、特にウィリアム・サーストンの幾何化プログラムが含まれる。
幾何学的群論が数学の別個の分野として出現したのは、通常、1980年代後半から1990年代初頭にさかのぼる。これはミハイル・グロモフの1987年のモノグラフ『Hyperbolic groups』 およびその後のモノグラフの『Asymptotic Invariants of Infinite Groups』 により拍車がかかった。前者は大尺度(large-scale)で負の曲率を持つ有限生成群の概念を捉えた双曲群（語双曲群またはグロモフ双曲群または負曲率群としても知られる）を概念を導入したもので、後者は離散群の擬等長類を理解するというグロモフのプログラムの概要を説明したものである。グロモフの研究は、離散群の研究に変革的な影響を与え、「幾何学的群論」というフレーズがその後すぐに現れ始めた。（例えば 参照）。

## 現代のテーマと発展
1990年代と2000年代の幾何学的群論の注目すべきテーマと発展には、次のものがある。
- 群の擬等長の性質を研究するためのグロモフのプログラム。

この分野で特に影響力のある広大なテーマは、大尺度(large scale)な幾何学によって有限生成群を分類するグロモフのプログラム である。正確には、これは語距離を入れた有限生成群の擬等長類を分類することを意味する。このプログラムには以下が含まれる。
1. 擬等長（英語版）の下で不変である性質の研究。有限生成群のこのような性質の例には、次のものがある。有限生成群の増大度（英語版）。有限表示群の等周関数（英語版）またはデーン関数（英語版）。群のエンドの数。 群の双曲性（英語版）。双曲群のグロモフ境界（英語版）の同相型;[15] 有限生成群の漸近錐（英語版）(asymptotic cone)（たとえば[16][17] 参照）。有限生成群の従順性 ;実質的に(en:virtually)アーベルである（つまり、有限位数のアーベル部分群をもつ）こと;実質的にべき零であること。実質的に自由であること。有限表示できること。語問題（英語版）が解ける有限表示群であること。など
2. 擬等長不変量を用いて、群に関する代数的結果を証明する定理。例えば、グロモフの多項式増大定理（英語版）; スターリングスのエンド定理; モストウの剛性定理。
3. 擬等長剛性定理。つまり、与えられた群または距離空間に対して、擬等長であるすべての群を代数的に分類するもの。この方向性は、ランク1格子の擬等長剛性に関するシュワルツ(en:Richard Schwartz (mathematician))の研究[18] と、バウムスラッグ・ソリター群（英語版）の擬等長剛性に関するベンソン・ファーブ（英語版）とリー・モーシャーの研究により始められた。 [19]

- 語双曲群（英語版）と相対双曲群（英語版）の理論。ここで特に重要な発展は、1990年代のジル・セラ（英語版）の研究により、語双曲群の同型問題が解かれたことである[20] 相対双曲群の概念は、もともと1987年にグロモフによって導入され[8] 1990年代にはファーブ[21] とブライアン・ボウディッチ（英語版）[22] によって洗練された。相対双曲群の研究は2000年代になって注目を浴びるようになった。
- 数理論理学との相互作用と自由群の一階理論の研究。特に、セラ[23] やオルガ・ハランポビッチ（英語版）、アレクセイ・ミアスニコフ[24] の研究により、有名なタルスキ予想(en:free group)に重要な進展があった。極限群(limit group)の研究や、非可換代数幾何学の言語や道具の導入が進んだ。
- 計算機科学、複雑性理論、形式言語の理論との相互作用。このテーマは、オートマティック群（英語版）[25] の理論の発展によって例証されている。この概念は、有限生成群の積をとる操作に特定の幾何学的・言語論的条件を課すものである。
- 有限表示群の等周不等式、デーン関数とその一般化の研究。特にジャン＝カミーユ・ビルジェ、アレクサンドル・オリシャンスキー、エリヤフ・リップス（英語版）、マーク・サピル（英語版）[26][27] の研究は、有限表示群のデーン関数としてありうるものを本質的に特徴づけており、分数次数のデーン関数を持つ群の明示的な構成を与えている。[28]
- 有限生成群・有限表示群に対するJSJ分解理論の展開。[29][30][31][32][33]
- 幾何解析（英語版）, 離散群に関連する C*-環 の研究、自由確率論との関係。このテーマは、特にノビコフ予想（英語版）とバウム・コンヌ予想（英語版）に関するかなりの進歩と、それらに関連する群論的な概念（位相的従順性、漸近次元、ヒルベルト空間への一様な埋め込み可能性、急減衰(rapid decay)条件など）の発展や研究に代表される (例えば[34][35][36] を参照).
- 距離空間上の擬等角解析の理論との相互作用、特に2次元球面に同相なグロモフ境界（英語版）を持つ双曲群の特徴付けに関するキャノンの予想との関係。[37][38][39]
- en:Finite subdivision rules, キャノンの予想（英語版）にも関係する。[40]
- 様々なコンパクト空間上の離散群の作用や群のコンパクト化を研究する際の位相的力学系（英語版）の相互作用、特に収束群（英語版）の方法[41][42]
- {\displaystyle \mathbb {R} }-樹(en:real tree)の群作用の理論の発展（特にRips machine）とその応用。[43]
- CAT(0) 空間とCAT(0)立方複体への群作用の研究 [44] 。これはアレクサンドロフ幾何学のアイデアに動機づけられている。
- 低次元トポロジーや双曲幾何学との相互作用、特に3次元多様体群の研究 (例えば[45] 参照）。曲面の写像類群、ブレイド群 および クライン群.
- 「ランダムな」群論的対象（群、群の要素、部分群など）の代数的性質を研究するための確率論的手法の導入。ここで特に重要な発展は、確率論的手法を用いて、ヒルベルト空間に一様埋め込み不可能な有限生成群の存在を証明したグロモフの研究[46] である。他の注目すべき発展としては、群論的アルゴリズムや他の数学的アルゴリズムに対するen:generic-case complexity[47] の概念の導入と研究、ジェネリックな群の代数的な剛性の結果[48] などがある。
- 根を無限個もつツリーの自己同型群の群としてのオートマタ群や反復モノドロミー群（英語版）の研究。 特に、中間増大度をもつグリゴルチュク群（英語版）とその一般化がこの文脈に登場する。[49][50]
- 測度空間上の群作用の測度論的性質の研究、特に測度同値と軌道同値の概念の導入と発展、モストウ剛性の測度論的一般化。[51][52]
- 離散群のユニタリ表現とカジュダンの性質(T)（英語版）の研究[53]
- Out(Fn) (自由群の階数 n の外部自己同型群) と自由群の個々の自己同型の研究。ここで特に顕著な役割を果たしたのは、カラー(Culler)とフォートマン(Vogtmann)のouter space[54] と自由群の自己同型群のための線路(en:train track)の理論[55] の導入と研究である。
- バス・セール理論の発展（英語版）、特に多くの accessibility の結果[56][57][58] とツリーの格子の理論[59]。群の複体の理論などバス・セール理論の一般化。[44]
- 群上の ランダム・ウォークとそれに関連する境界の理論の研究、特にポアソン境界の概念 (例えば[60] 参照)。 従順性と、従順性が不明な群の研究。
- 有限群論との相互作用、特に subgroup growth の研究の進展。
- {\displaystyle SL(n,\mathbb {R} )} などの線形群や、他のリー群の、部分群と格子を、幾何学的方法 (例えばビルディング)、代数幾何学的ツール (例えば 代数群 と表現多様体)、解析的手法 (例えば ヒルベルト空間上のユニタリ表現) 、数論的手法などで調べる研究。
- 代数的・位相幾何学的手法を用いた、群のコホモロジー。特に 代数的位相幾何学との相互作用や組合せの文脈でのモース理論的な考え方の利用を含む; 大尺度, あるいは粗ホモロジーあるいはコホモロジー。 (たとえば[61] を参照)
- Burnsideの問題,[62][63] コクセター群やアルティン群の研究など、伝統的な組合せ群論のトピックの進展（これらの問題を研究するために現在使用されている方法は、幾何学的・位相幾何学的なものが多い）。

## 例
次の例は、幾何学的群論でよく研究されている。 
- 従順群
- 自由バーンサイド群
- 無限巡回群 Z
- 自由群
- 自由積
- 外部自己同型群（英語版） Out(Fn) (en:outer spaceを用いて)
- 双曲群（英語版）
- 写像類群（英語版） (曲面の自己同型)
- 対称群
- ブレイド群
- コクセター群
- 一般アルティン群（英語版）
- トンプソン群 F
- CAT(0)群（英語版）
- 数論的群（英語版）
- オートマティック群（英語版）
- フックス群（英語版）、クライン群（英語版）、そのほか対称空間に真性不連続に作用する群、特に半単純リー群の格子
- 文様群
- バウムスラグ・ソリター群（英語版）
- 群のグラフの基本群（英語版）
- グリゴールチャック群（英語版）

## 参照
- ピンポン補題（群を自由積で表すのに有用な手法）
- 従順群
- ニールセン変換
- ティーツェ変換

### 本とモノグラフ
これらのテキストは、幾何学的群論と関連トピックをカバーしている。
- Bowditch, Brian H. (2006). A course on geometric group theory. MSJ Memoirs. 16. Tokyo: Mathematical Society of Japan. ISBN 4-931469-35-3
- Bridson, Martin R.; Haefliger, André (1999). Metric spaces of non-positive curvature. Grundlehren der Mathematischen Wissenschaften [Fundamental Principles of Mathematical Sciences]. 319. Berlin: Springer-Verlag. ISBN 3-540-64324-9
- Coornaert, Michel; Delzant, Thomas; Papadopoulos, Athanase (1990). Géométrie et théorie des groupes : les groupes hyperboliques de Gromov. Lecture Notes in Mathematics. 1441. Springer-Verlag. ISBN 3-540-52977-2. MR1075994
- Coornaert, Michel; Papadopoulos, Athanase (1993). Symbolic dynamics and hyperbolic groups. Lecture Notes in Mathematics. 1539. Springer-Verlag. ISBN 3-540-56499-3
- de la Harpe, P. (2000). Topics in geometric group theory. Chicago Lectures in Mathematics. University of Chicago Press. ISBN 0-226-31719-6
- Druţu, Cornelia; Kapovich, Michael (2018). Geometric Group Theory. American Mathematical Society Colloquium Publications. 63. American Mathematical Society. ISBN 978-1-4704-1104-6. MR3753580
- Epstein, D.B.A.; Cannon, J.W.; Holt, D.; Levy, S.; Paterson, M.; Thurston, W. (1992). Word Processing in Groups. Jones and Bartlett. ISBN 0-86720-244-0
- Gromov, M. (1987). “Hyperbolic Groups”. In Gersten, G.M.. Essays in Group Theory. 8. MSRI. pp. 75–263. ISBN 0-387-96618-8
- Gromov, Mikhael (1993). Niblo, G.A.; Roller, M.A.. eds. Asymptotic invariants of infinite groups. 2. Cambridge University Press. pp. 1–295. ISBN 978-0-521-44680-8
- Kapovich, M. (2001). Hyperbolic Manifolds and Discrete Groups. Progress in Mathematics. 183. Birkhäuser. ISBN 978-0-8176-3904-4
- Lyndon, Roger C.; Schupp, Paul E. (2015) [1977]. Combinatorial Group Theory. Classics in mathematics. Springer. ISBN 978-3-642-61896-3
- Ol'shanskii, A.Yu. (2012) [1991]. Geometry of Defining Relations in Groups. Springer. ISBN 978-94-011-3618-1
- Roe, John (2003). Lectures on Coarse Geometry. University Lecture Series. 31. American Mathematical Society. ISBN 978-0-8218-3332-2